# Aleksandr Aleksandrovič Gercen
Aleksandr Aleksandrovič Gercen, spesso traslitterato Herzen (in russo Алекса́ндр Алекса́ндрович Ге́рцен?; Vladimir, 25 giugno 1839 – Losanna, 24 agosto 1906), è stato un medico russo.
Insegnante di fisiologia nelle Università di Firenze e di Losanna, si riconobbe in un materialismo dinamico non lontano da quello di Jacob Moleschott e Carl Vogt.

## Biografia
Primogenito dal noto rivoluzionario populista Aleksandr Herzen e di Natal'ja Zachar'ina, nacque a Vladimir dove il padre era allora confinato. Nel marzo del 1840 gli Herzen poterono tornare a Mosca da dove, nel 1847, espatriarono a Londra, dove conobbero molti esponenti della politica democratica, come Garibaldi e Mazzini, e dell'opposizione zarista, come Bakunin.
Appassionato di scienze naturali, frequentò l'Università di Londra e nel 1858 pubblicò il saggio L'anatomia comparata degli animali inferiori. Proseguì gli studi a Berna, ospite dell'amico di famiglia e famoso fisiologo Carl Vogt, che gli diede lezioni private. Nell'Università di Berna seguì i corsi di Moritz Schiff e si laureò in medicina nel 1861. Dopo aver seguito Carl Vogt in spedizioni scientifiche in Norvegia e Islanda, nel 1863 si trasferì a Firenze per ricoprire l'incarico di assistente di fisiologia e anatomia comparata della cattedra tenuta dallo Schiff all'Istituto di Studi Superiori.
Nel 1868 sposò, malgrado l'opposizione paterna, Teresa Felice (o Felici, 1851-1927), figlia di un rigattiere fiorentino, che gli diede dieci figli. Dopo la partenza di Schiff da Firenze, ricoprì la cattedra del maestro, che tenne fino al 1881, quando si trasferì a Losanna per insegnare nella locale Università. A Losanna morì nel 1906.
Ebbe tre figlie, Ol'ga, Nerina e Nella. Tra i sette figli maschi, Vladimir (1869-1945) visse a Berna e fu il medico personale del sultano del Marocco; Pëtr (1871-1947) fu un noto chirurgo sovietico; Nikolaj (1873-1929) fu professore di diritto romano all'Università di Losanna ed Eduard (1877-1936) un chimico che insegnò all'Istituto Solvay di Bruxelles.